# Asociación Mundial para el Agua
La Asociación Mundial para el Agua (GWP, por sigla en inglés), es una red internacional abierta a todas las organizaciones involucradas en la gestión sostenible de los recursos hídricos. Promueve y apoya actividades que en el ámbito nacional y regional. Además de agencias de desarrollo y organismos gubernamentales, incluye ONG y organizaciones de investigación.

## Historia
El concepto para la creación de GWP surgió de la Conferencia de Estocolmo en Medio Ambiente realizada en 1972, la Conferencia de Mar del Plata de 1977, la Declaración de Dublín de la Conferencia de Naciones Unidas sobre Ambiente y Desarrollo (UNCED, por su sigla en inglés) de enero de 1992, la Declaración "Protection of the Quality & Supply of Freshwater Resources: Application of Integrated Approaches to the Development, Management & Use of Water Resources" (Capítulo 18 de la Agenda 21 de la Conferencia de Río), y una insatisfacción general con la carencia de un análisis sostenible colocando metas políticas hídricas y una planeación hídrica.
GWP se fundó en 1996 con el apoyo del Banco Mundial, el Programa de Naciones Unidas para el Desarrollo (PNUD) y la Agencia Sueca de Desarrollo Internacional (ASDI).

## Operaciones
GWP fomenta la Gestión Integrada de los Recursos Hídricos (GIRH) y provee un foro para el diálogo entre corporaciones, agencias gubernamentales, usuarios del agua y grupos ambientales para promover la estabilidad a través del desarrollo sostenible de los recursos hídricos, la gestión y el uso.
La red está abierta a todas las organizaciones involucradas en la gestión de los recursos hídricos: instituciones gubernamentales de países desarrollados o en vías de desarrollo, agencias de Naciones Unidas, bancos de desarrollo bi o multilaterales, asociaciones profesionales, instituciones de investigación, organizaciones no gubernamentales y el sector privado.
La red de GWP trabaja en 13 regiones: África del Sur, GWP África del Este, África Central, África del Oeste, el Mediterráneo, Europa Central y del Este, el Caribe, Centroamérica (GWP Centroamérica), Sudamérica, Asia del Sudeste y China. El Secretariado de GWP se ubica en Estocolmo, Suecia. 
La red es apoyada financieramente por Canadá, Dinamarca, la Comisión Europea, Finlandia, Francia, Alemania, Holanda, Noruega, Suecia, España, Suiza, el Reino Unido y Estados Unidos.
El Príncipe de Orange, Guillermo Alejandro de Orange-Nassau es el Patrocinador de GWP. La Presidenta de GWP es la Dra. Letitia A Obeng, la Secretaria Ejecutiva es la Dra. Ania Grobicki y el Dr. Mohamed Ait-Kadi es el presidente del Comité Técnico.
La red de GWP tiene más de 2.000 organizaciones miembro en 70 países en 13 regiones. 